# 小行星9571
小行星9571是一颗围绕太阳公转的小行星。1988年9月2日，天文学家亨利·德波鸿诺在拉西拉天文台发现了此天体。
这颗小行星的绝对星等为260.3800032829018等。